# Coris atlantica
 Coris atlantica és una espècie de peix de la família dels làbrids i de l'ordre dels cipriniformes que es troba a l'Atlàntic oriental.